# Papa Anastácio III
Anastácio III (Roma, 865 — Roma, c. junho de 913) foi eleito o 120.º Papa em 14 de abril de 911. Nos seus dois anos de pontificado, não pôde fazer muito, devido às lutas internas existentes em Roma. Sofreu pressões de Berengário, mas determinou a divisão eclesiástica da Alemanha. Morreu envenenado em junho de 913. Descrito por contemporâneos seus como homem culto e generoso, pediu apoio aos franceses e seus nobres corruptos e fracos para ampliar a evangelização do continente europeu. Temendo ser simpático à causa estrangeira, foi envenenado pelo próprio clero de Roma.